# Округ Телфер (Џорџија)
Телфер (енгл. Telfair County) је округ у америчкој савезној држави Џорџија.

## Демографија
По попису из 2010. године број становника је 16.500, што је 4.706 (39,9%) становника више него 2000. године.
| Група             | 2000.         | 2010.         |
| Белци             | 6.993 (59,3%) | 8.429 (51,1%) |
| Афроамериканци    | 4.534 (38,4%) | 6.017 (36,5%) |
| Азијати           | 23 (0,2%)     | 96 (0,6%)     |
| Хиспаноамериканци | 215 (1,8%)    | 2.026 (12,3%) |
| Укупно            | 11.794        | 16.500        |